# 雙子星冰原島峰 (奧斯卡二世海岸)
66°8′S 62°30′W / 66.133°S 62.500°W
雙子星冰原島峰（英語：Gemini Nunatak）是南極洲的冰原島峰，位於葛拉漢地的奧斯卡二世海岸，處於博克格雷溫克冰原島峰以南7公里，兩座山峰分別海拔高度465和490米，由英國研究隊繪入地圖，現時由南極條約體系管理。